# آستروفوریدا
آستروفوریدا (نام علمی: Astrophorida) نام یک راسته از رده اسفنج‌های شاخی است.
برخی از اعضای این راسته توسط لاک‌پشت پوزه‌عقابی خورده می‌شوند.